# C. Douglass Buck

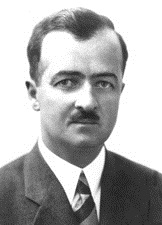
C. Douglass Buck

Clayton Douglass Buck (* 21. März 1890 bei New Castle, Delaware; † 27. Januar 1965 ebenda) war ein US-amerikanischer Politiker und von 1929 bis 1937 Gouverneur des Bundesstaates Delaware. Zwischen 1943 und 1949 vertrat er seinen Staat im US-Senat.

## Frühe Jahre und Aufstieg
Douglass Buck, wie er genannt wurde, war der Urgroßneffe von John Middleton Clayton, der zwischen 1829 und 1836 den Staat Delaware im US-Senat vertrat. Buck besuchte die Friends School und die University of Pennsylvania, an der er das Ingenieurwesen studierte. Im Jahr 1916 wurde er im Staat New York Leiter der Straßenbaubehörde (Highway Department). Danach nahm er als einfacher Soldat am Ersten Weltkrieg teil. Zwischen 1922 und 1929 leitete er die Straßenbaubehörde in Delaware.

## Gouverneur von Delaware
Douglass Buck war Mitglied der Republikanischen Partei. Bis 1928 war er politisch kaum in Erscheinung getreten. In diesem Jahr wurde er aber als Kandidat seiner Partei mit 61 % der Wählerstimmen gegen Charles M. Wharton, den Kandidaten der Demokratischen Partei, zum Gouverneur seines Staates gewählt. Er trat sein neues Amt am 15. Januar 1929 an. Im Jahr 1932 wurde er als erster Gouverneur von Delaware unter der seit 1897 gültigen Staatsverfassung von den Wählern in diesem Amt bestätigt. Dieses Mal erhielt er 54 % der Stimmen, während sein demokratischer Gegenkandidat Landreth L. Layton auf 45 % kam. Diese Wahl war insofern bemerkenswert, weil bei den damaligen Wahlen in den Vereinigten Staaten fast überall die Demokraten siegten. Höhepunkt dieser Entwicklung war die Wahl von Franklin D. Roosevelt zum neuen Präsidenten.
Fast die gesamte achtjährige Amtszeit von Douglass Buck wurde von der Weltwirtschaftskrise überschattet, die auch in Delaware ihre Spuren hinterließ. Als Gegenmaßnahme rief der Gouverneur im November 1932 die Legislative zu einer Sondersitzung ein. Dort wurde ein zwei Millionen Dollar umfassendes Hilfsprogramm verabschiedet. Später folgten weitere Programme und der New Deal der Bundesregierung, mit denen dann die Krise im weiteren Verlauf der 1930er Jahre allmählich überwunden werden konnte. Bis dahin mussten viele Bürger und Angestellte im öffentlichen Dienst Gehaltskürzungen hinnehmen. Viele andere wurden arbeitslos. Ebenfalls im Jahr 1932 wurde in Delaware der 21. Verfassungszusatz, die Aufhebung der Prohibition, ratifiziert. Während seiner Gouverneurszeit war er von 1930 bis 1937 auch Mitglied des Republican National Committee. Nach Ablauf seiner Amtszeit schied Douglass Buck am 19. Januar 1937 aus seinem Amt aus.

## Buck im US-Senat
Im Jahr 1942 wurde er mit 54 % der Stimmen gegen den Demokraten E. Ennals Berl als Class-2-Senator zum Nachfolger von James H. Hughes gewählt. Damit vertrat er seinen Staat zwischen dem 3. Januar 1943 und dem 3. Januar 1949 im US-Kongress. Dort war er Vorsitzender des Ausschusses, der sich mit dem District of Columbia beschäftigte. Im Jahr 1948 stellte er sich zur Wiederwahl, unterlag aber mit 48 % gegen 51 % der Wählerstimmen dem Demokraten Joseph Allen Frear.

## Weiterer Lebenslauf
Zwischen 1953 und 1957 war Buck Steuerbeauftragter des Staates Delaware. Danach zog er sich aus der Politik zurück, blieb aber geschäftlich aktiv. So war er mittlerweile auch im Bankgeschäft involviert. Er starb im Januar 1965 und wurde in New Castle beigesetzt. Mit seiner Frau Alice du Pont, der Tochter von US-Senator Thomas Coleman du Pont, hatte Douglass Buck zwei Kinder.